# Hoot Gibson (cestista)
Ward B. Gibson jr., detto Hoot (5 dicembre 1921 – Des Moines, 1º febbraio 1958), è stato un cestista statunitense, professionista nella NBL, nella NBA e nella NPBL.

## Morte
Gibson morì vittima di un incidente stradale a Des Moines, quando perse il controllo del veicolo che stava guidando e colpì un albero. Gli sopravvisse sua moglie Vonnie.

## Palmarès
- All-NBL Second Team (1949)